# Tatuidris tatusia
Tatuidris tatusia är en myrart som beskrevs av Brown och Kempf 1968. Tatuidris tatusia ingår i släktet Tatuidris och familjen myror. Inga underarter finns listade i Catalogue of Life.

## Bildgalleri

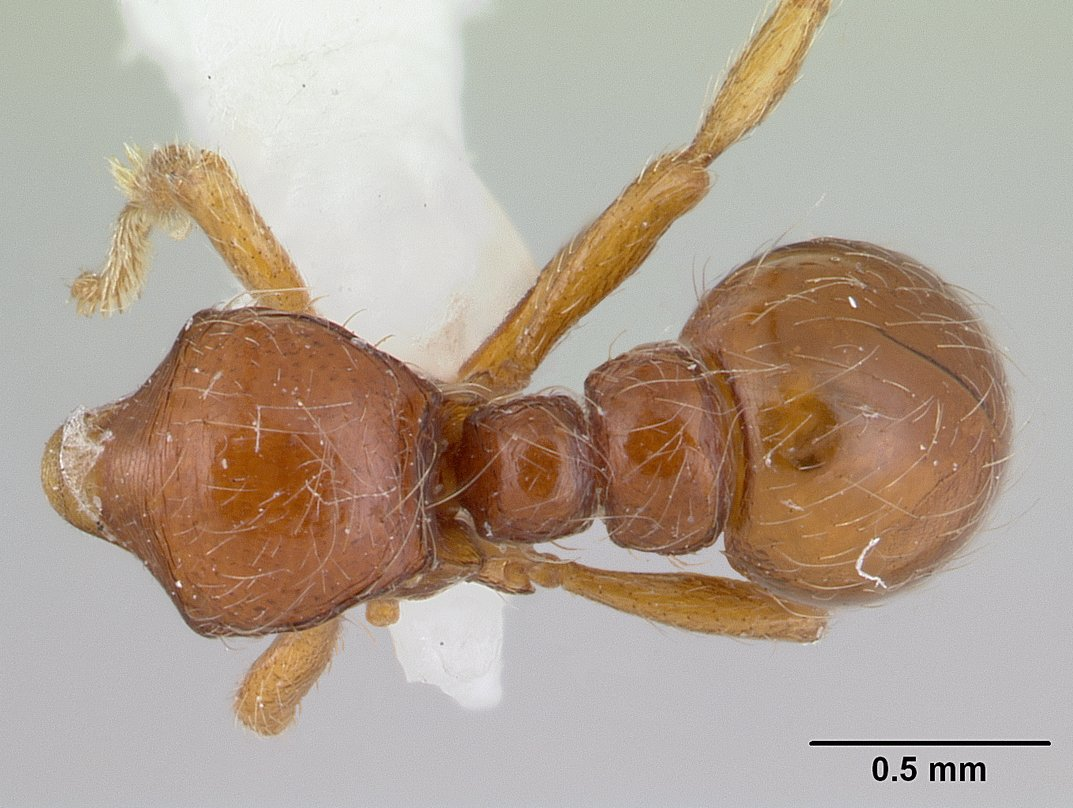
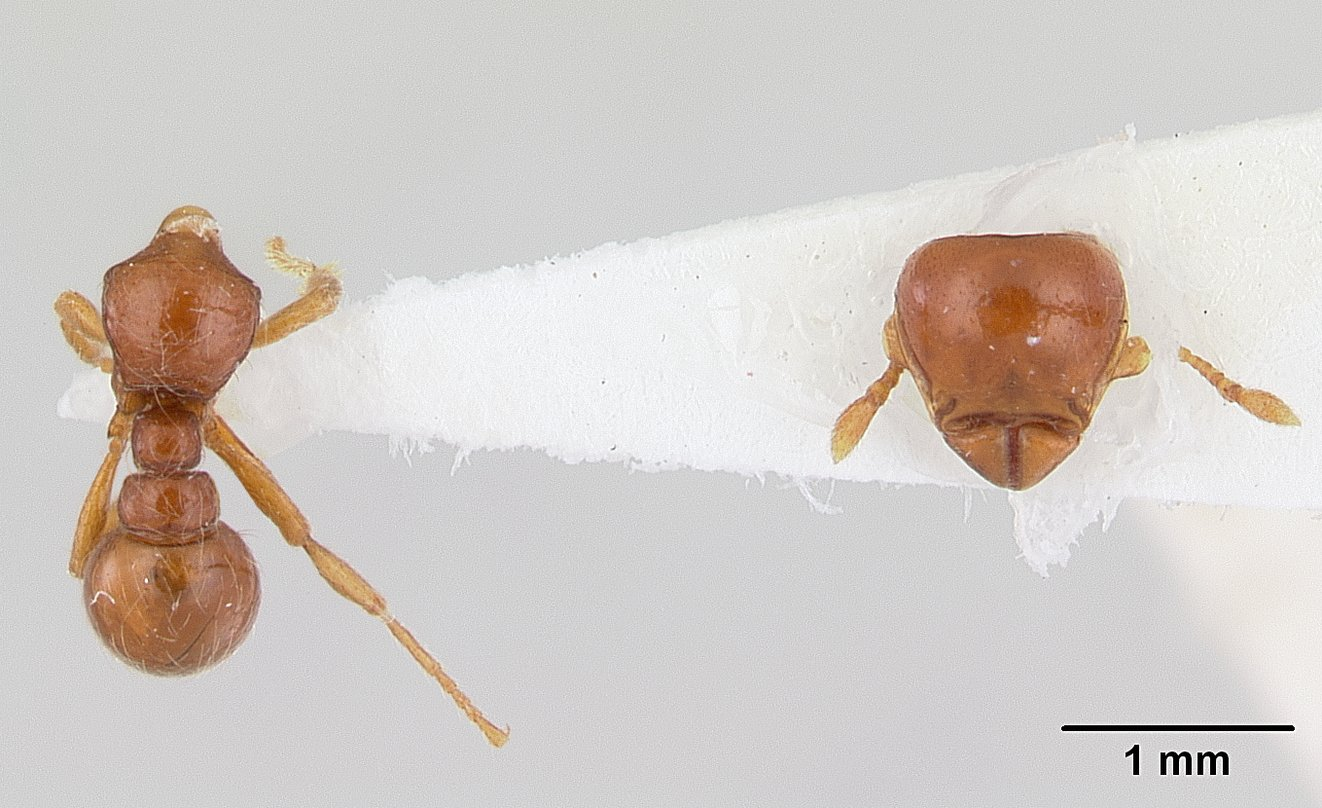
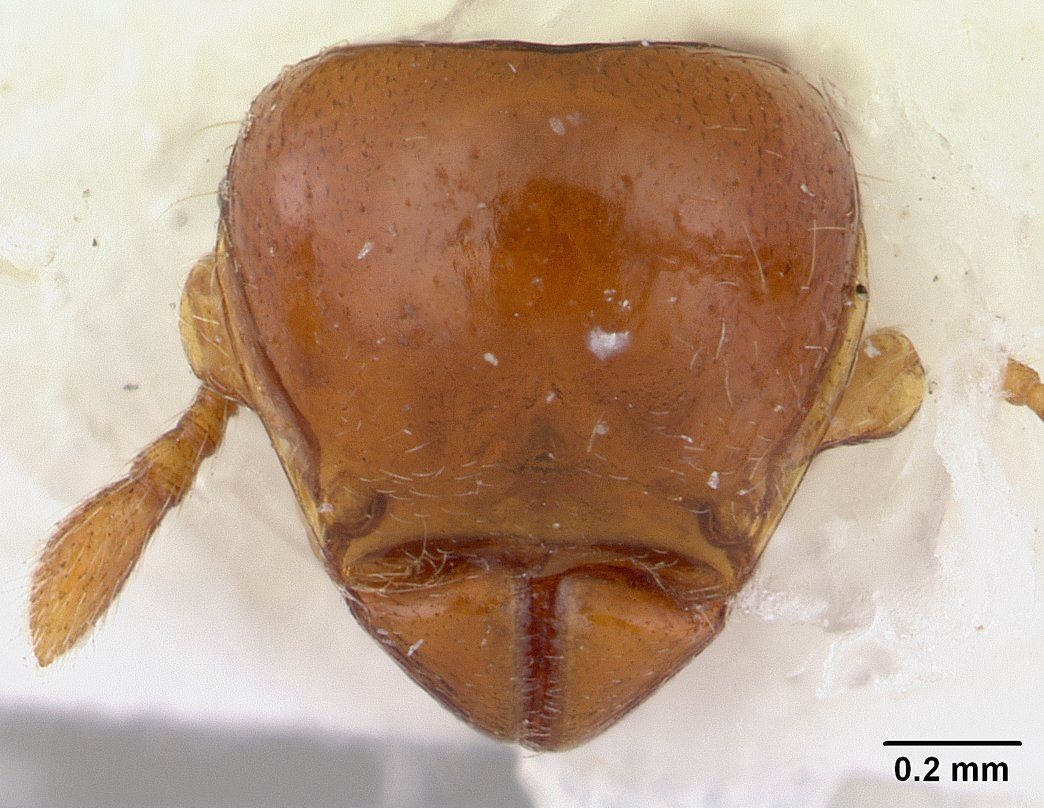
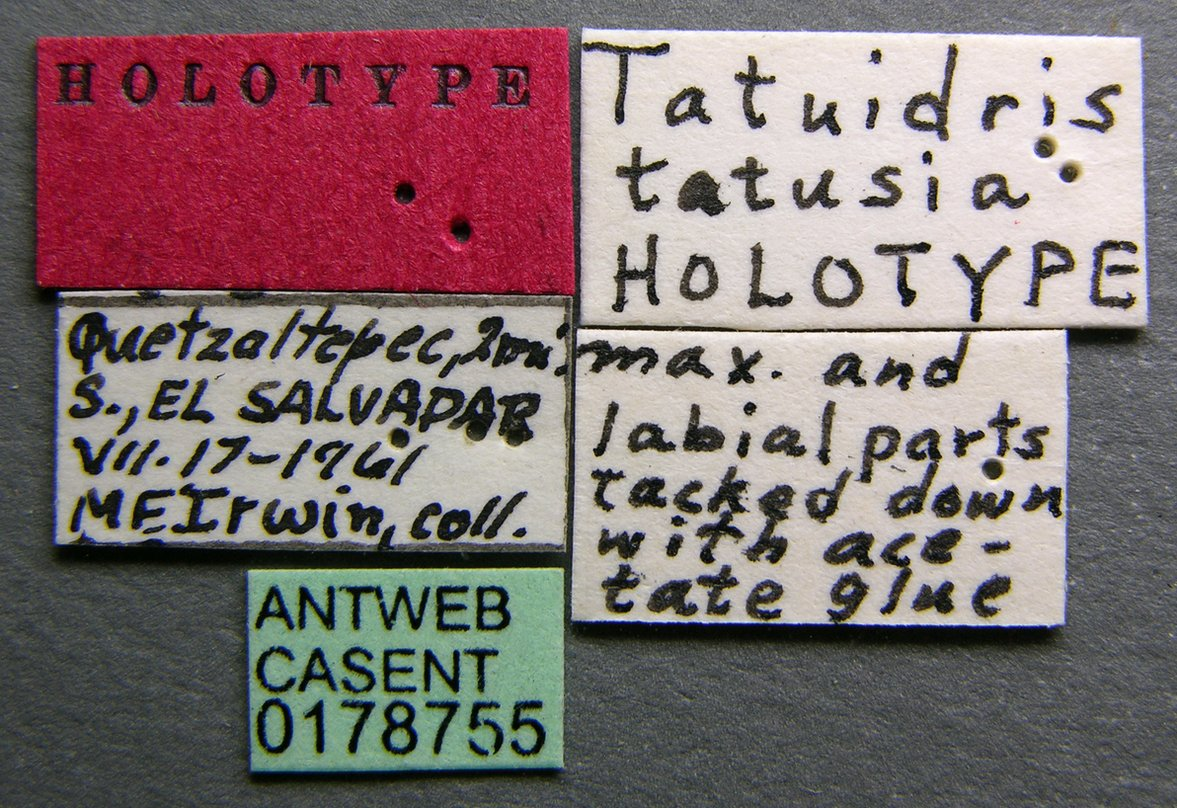
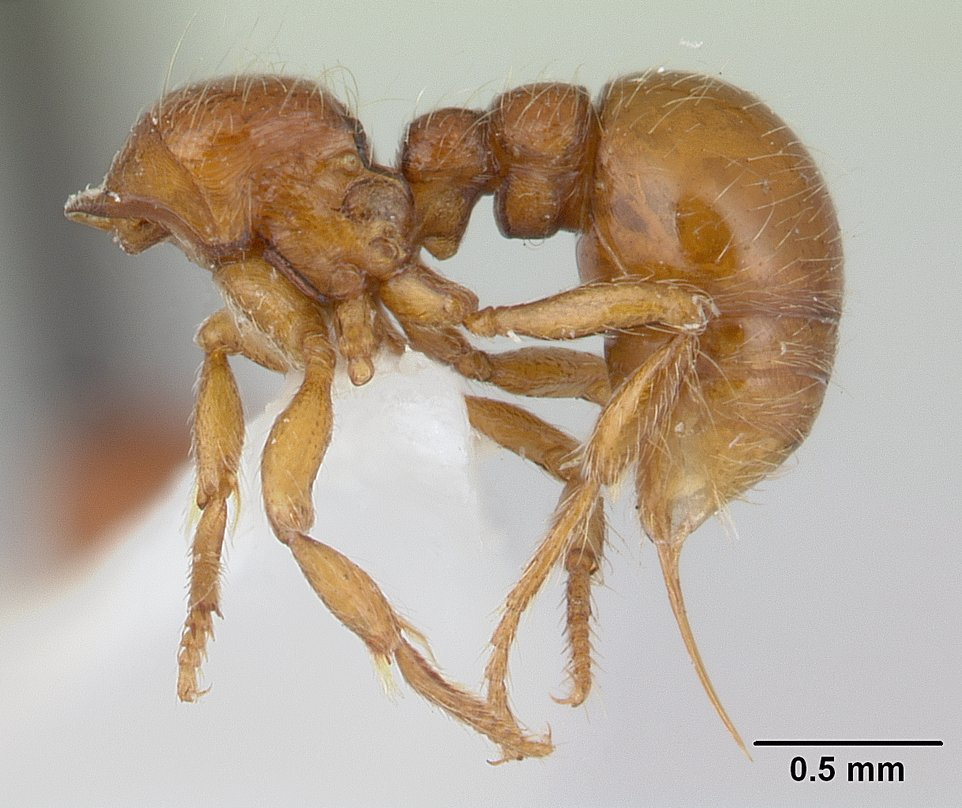
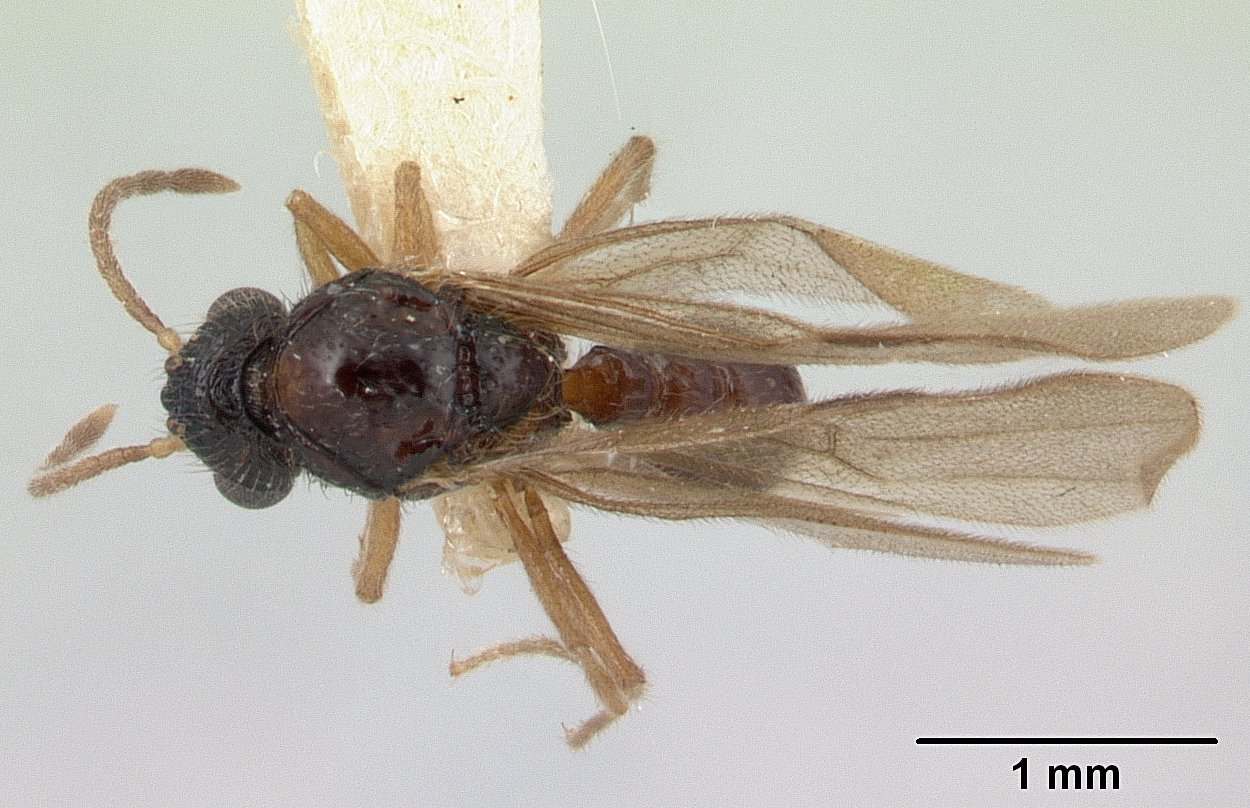